# Distrikt Bulambuli
Bulambuli ist ein Distrikt (district) in Ost-Uganda.
Bulambuli grenzt im Norden an den Distrikt Nakapiripirit, im Osten an den Distrikt Kapchorwa, im Süden an den Distrikt Sironko und im Westen an den Distrikt Bukedea. Die Hauptstadt des Distrikts ist Bulambuli. Der Distrikt Bulambuli hat 174.513 Einwohner und eine Fläche von 693,8 Quadratkilometern.
Im Distrikt befindet sich der Wasserfall Sisiyi Falls mit einer Fallhöhe von etwa 100 Metern.